# Vernon Valley
Vernon Valley – jednostka osadnicza w Stanach Zjednoczonych, w stanie New Jersey, w hrabstwie Sussex.